# Martha Triana
Eva Luz Rodríguez Burgos (Torreón, Coahuila, 5 de abril de 1920 – 26 de abril de 2011) fue una cantante mexicana.
Exitosa intérprete de boleros de los años cuarenta, grabó muchos discos sencillos de 78 revoluciones para el sello Peerless y fue artista exclusiva de la famosa estación de radio XEW. «No vuelvo contigo», «Somos diferentes» y «Amor ciego» son algunos de sus éxitos.

## Discografía

### Álbumes recopilatorios
- Vuelven los boleros de oro (Peerless [Eco], 1974)
- 70 Años Peerless Una Historia Musical (Peerless, 2003)